# Force India VJM08
Force India VJM08 byl závodní vůz Formule 1, se kterým Force India závodila v sezóně 2015 . Řídili jej Sergio Pérez a Nico Hülkenberg.

## Shrnutí sezóny

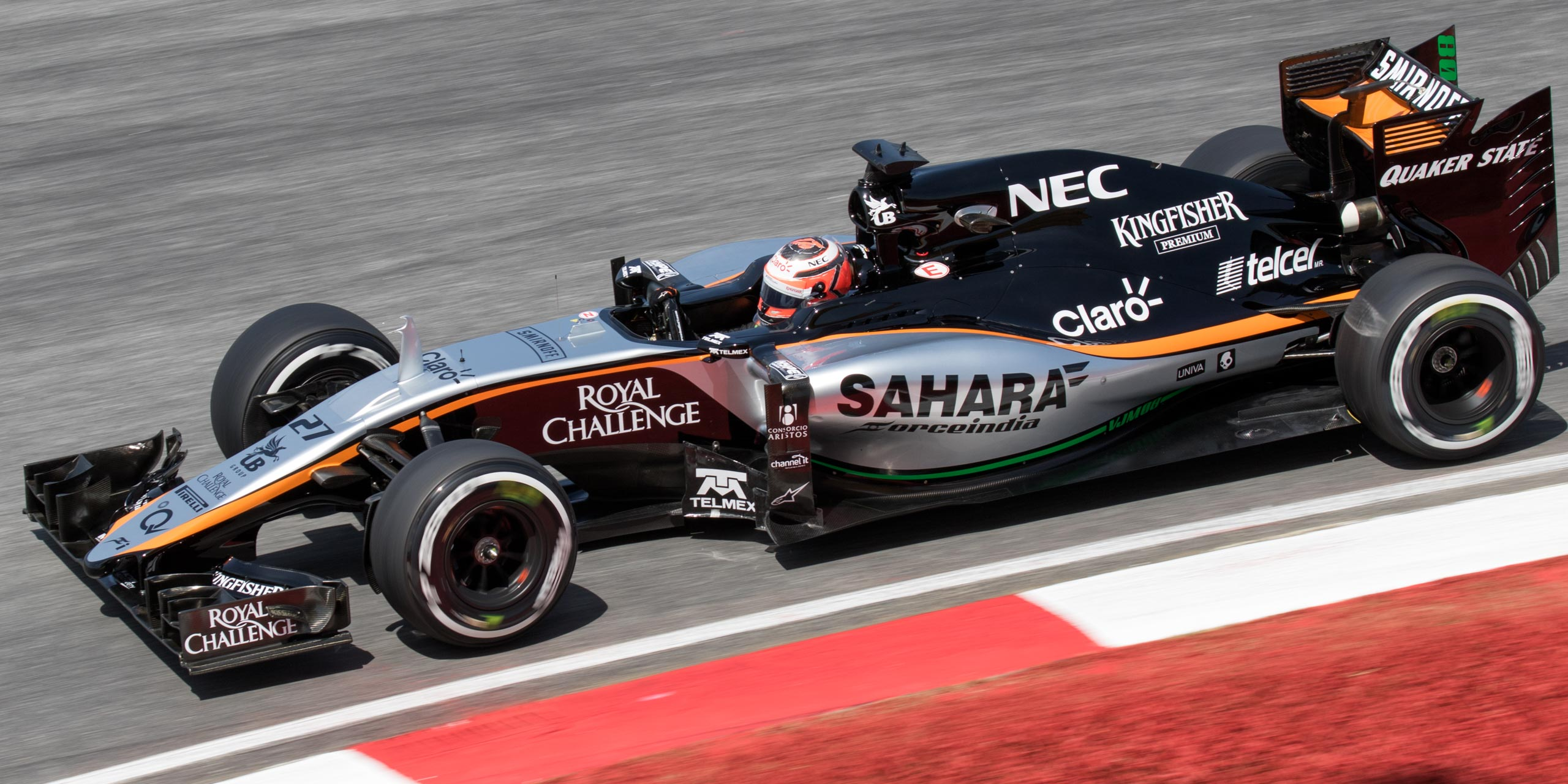
Nico Hülkenberg řídící A-specifikaci vozu při Grand Prix Malajsie.

Zbarvení vozu bylo poprvé představeno na akci v muzeu Soumaya v Mexico City dne 21. ledna 2015, i když místo samotného vozu VJM08 bylo použito upravené šasi z předchozí sezóny. Tým se testování v Jerezu vůbec nezúčastnil a rozhodl se použít svůj vůz ze sezóny 2014 při prvním testu v Barceloně. Vůz VJM08 konečně debutoval na trati na druhém a posledním testování v Barceloně. Toto zpoždění bylo částečně způsobeno přechodem Force Indie na aerodynamický tunel Toyoty v Německu. Nový tunel umožnil týmu testovat vozy v 60% měřítku oproti 50% měřítku, které používali ve svém starém tunelu.
Tým použil nový model vozu pro sezónu 2015. Jeho cílem bylo zvýšit výkon vozu v průběhu sezóny zavedením B-specifikace vozu a několika dalších vylepšení později v sezóně.

### VJM08B

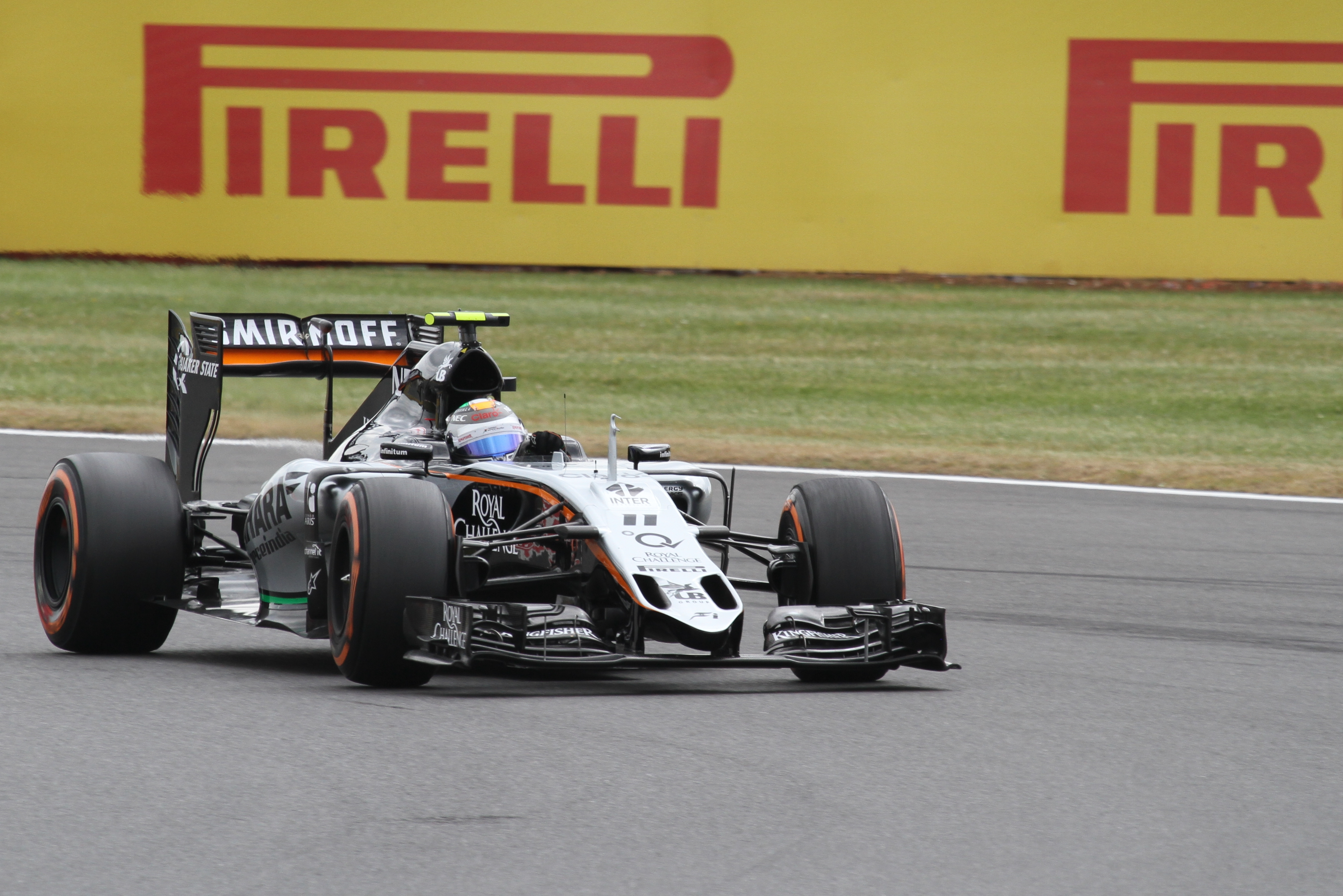
B-specifikace vozu debutovala při Grand Prix Velké Británie.

Pro Grand Prix Velké Británie představila Force India B-specifikaci vozu, která se vyznačovala výrazně kratší přídí se dvěma otvory. Zpočátku bylo zpochybňováno, zda nový nos splňuje předpisy FIA, které neumožňovaly odvětrávané nosy. Aby tým zůstal v souladu s předpisy, představil pod šasi panel ve tvaru lžíce, kterým také zlepšil proudění vzduchu v autě. Hülkenberg změny chválil a řekl: "Nyní je auto rozhodně silnější." V průběhu sezóny tým pokračoval ve vylepšování vozu včetně nového předního křídla, zadního křídla, zadního zavěšení, podlahy, předních a zadních brzdových kanálů a difuzoru. Při Grand Prix Ruska Pérez dosáhl třetího místa. Jednalo se o třetí pódium týmu v jeho historii. Vzestup formy týmu nakonec pomohl dosáhnout pátého místa v poháru konstruktérů, což byla v té době nejlepší sezóna týmu v jeho historii, a to i přesto, že získal o 19 bodů méně než s jeho předchůdcem VJM07.

## Kompletní výsledky ve Formuli 1
| Legenda k tabulce | Legenda k tabulce                                                                       |
| Barva             | Výsledek                                                                                |
| ----------------- | --------------------------------------------------------------------------------------- |
| Zlatá             | Vítěz                                                                                   |
| Stříbrná          | 2. místo                                                                                |
| Bronzová          | 3. místo                                                                                |
| Zelená            | Bodované umístění                                                                       |
| Modrá             | Nebodované umístění                                                                     |
| Modrá             | Dokončil neklasifikován (NC)                                                            |
| Fialová           | Odstoupil (Ret)                                                                         |
| Červená           | Nekvalifikoval se (DNQ)                                                                 |
| Červená           | Nepředkvalifikoval se (DNPQ)                                                            |
| Černá             | Diskvalifikován (DSQ)                                                                   |
| Bílá              | Nestartoval (DNS)                                                                       |
| Bílá              | Závod zrušen (C)                                                                        |
| Světle modrá      | Pouze trénoval (PO)                                                                     |
| Světle modrá      | Páteční testovací jezdec (TD)                                                           |
| Bez barvy         | Netrénoval (DNP)                                                                        |
| Bez barvy         | Vyřazen (EX)                                                                            |
| Bez barvy         | Nepřijel (DNA)                                                                          |
| Bez barvy         | Odvolal účast (WD)                                                                      |
| Bez barvy         | Nezúčastnil se (prázdné)                                                                |
| Označení          | Význam                                                                                  |
| Tučnost           | Pole position                                                                           |
| Kurzíva           | Nejrychlejší kolo                                                                       |
| †                 | Jezdec nedojel do cíle, ale byl klasifikován, protože odjel více než 90 % délky závodu. |
| ‡                 | Byl udělován poloviční počet bodů, protože bylo odjeto méně než 75 % délky závodu.      |
| Horní index       | Umístění bodujících jezdců ve sprintu                                                   |

| Rok  | Specifikace | Motor                           | Pneumatiky | Jezdci          | 1   | 2   | 3   | 4   | 5   | 6   | 7   | 8   | 9   | 10  | 11  | 12  | 13  | 14  | 15  | 16  | 17  | 18  | 19  | Body | Umístění |
| ---- | ----------- | ------------------------------- | ---------- | --------------- | --- | --- | --- | --- | --- | --- | --- | --- | --- | --- | --- | --- | --- | --- | --- | --- | --- | --- | --- | ---- | -------- |
| 2015 | VJM08       | Mercedes PU106B Hybrid 1,6 V6 t | P          |                 | AUS | MAL | CHN | BHR | ESP | MON | CAN | AUT | GBR | HUN | BEL | ITA | SIN | JPN | RUS | USA | MEX | BRA | ABU | 136  | 5. místo |
| 2015 | VJM08       | Mercedes PU106B Hybrid 1,6 V6 t | P          | Sergio Pérez    | 10  | 13  | 11  | 8   | 13  | 7   | 11  | 9   |     |     |     |     |     |     |     |     |     |     |     | 136  | 5. místo |
| 2015 | VJM08       | Mercedes PU106B Hybrid 1,6 V6 t | P          | Nico Hülkenberg | 7   | 14  | Ret | 13  | 15  | 11  | 8   | 6   |     |     |     |     |     |     |     |     |     |     |     | 136  | 5. místo |
| 2015 | VJM08B      | Mercedes PU106B Hybrid 1,6 V6 t | P          | Sergio Pérez    |     |     |     |     |     |     |     |     | 9   | Ret | 5   | 6   | 7   | 12  | 3   | 5   | 8   | 12  | 5   | 136  | 5. místo |
| 2015 | VJM08B      | Mercedes PU106B Hybrid 1,6 V6 t | P          | Nico Hülkenberg |     |     |     |     |     |     |     |     | 7   | Ret | DNS | 7   | Ret | 6   | Ret | Ret | 7   | 6   | 7   | 136  | 5. místo |